# La Neuville-Vault

La Neuville-Vault este o comună în departamentul Oise, Franța. În 1 ianuarie 2022 avea o populație de 208 de locuitori.